# Clayton Zane
Clayton Zane (ur. 12 lipca 1977 w Newcastle) były australijski piłkarz występujący na pozycji napastnika. Jego ostatnim klubem był RSC Anderlecht, karierę zakończył w 2005 roku, po dwóch latach pauzy spowodowanej kontuzją.

## Kariera klubowa
Pierwszym europejskim klubem Zane’a było norweskie Molde FK, jednak w 14 spotkaniach tej drużyny nie strzelił żadnego gola. Niechciany w Molde FK podpisał kontrakt z Lillestrøm SK, w barwach którego został królem strzelców Ligi Norweskiej strzelając 17 bramek. W 2002 roku został sprzedany do Anderlechtu. W Belgii zagrał w 10 spotkaniach, dwukrotnie pokonując bramkarza rywali po czym został wyeliminowany z gry przez kontuzje.

## Kariera międzynarodowa
Zane reprezentował Australię na Pucharze Konfederacji w 2001 roku, gdzie strzelił jedynego gola dla Australii w meczu z późniejszym zwycięzcą turnieju Francją. Zane był członkiem reprezentacji na Igrzyskach Olimpijskich w Sydney.

## Życie po zakończeniu kariery
Clayton jest obecnie trenerem piłkarskim w Londynie, pracuje też jako trener w lokalnej szkole, a także trenuje drużynę do lat 11 w Queens Park Rangers.